# Mary Dyer
Mary Barrett Dyer (født 1611?, død 1. juni 1660 i Boston, Massachusetts, USA) var en engelsk kvæker, som blev hængt i Boston, Massachusetts, for gentagne gange at have brudt forbuddet mod kvækere i kolonien.